# Circonscription électorale de Gunma
La circonscription électorale de Gunma (群馬県選挙区, Gunma-ken senkyo-ku) est une subdivision électorale de la Chambre des conseillers du Japon, représentant la préfecture de Gunma. Deux conseillers y sont élus au scrutin uninominal majoritaire à un tour.

## Conseillers
| Série 1                           | Série 1                           | Série 1                         | Série 1                         | Élection                   | Série 2                          | Série 2                          | Série 2                         | Série 2                         |
| 1er (1947 : 1er, mandat de 6 ans) | 1er (1947 : 1er, mandat de 6 ans) | 2e (1947 : 2e, mandat de 6 ans) | 2e (1947 : 2e, mandat de 6 ans) | Élection                   | 1er (1947 : 3e, mandat de 3 ans) | 1er (1947 : 3e, mandat de 3 ans) | 2e (1947 : 4e, mandat de 3 ans) | 2e (1947 : 4e, mandat de 3 ans) |
| --------------------------------- | --------------------------------- | ------------------------------- | ------------------------------- | -------------------------- | -------------------------------- | -------------------------------- | ------------------------------- | ------------------------------- |
|                                   | Tokuzō Takekoshi (ja) (PD)        |                                 | Kin'ichi Umezu (ja) (PSJ)       | 1947                       |                                  | Sanshirō Kogure (ja) (PD)        |                                 | Jun'ichi Suzuki (ja) (PD)       |
| Kiyoo Sakaino (ja) (PD)           | 1947,                             |                                 | Kin'ichi Umezu (ja) (PSJ)       |                            |                                  | Sanshirō Kogure (ja) (PD)        |                                 | Jun'ichi Suzuki (ja) (PD)       |
| Kiyoo Sakaino (ja) (PD)           | 1950                              |                                 | Kin'ichi Umezu (ja) (PSJ)       | Renjirō Iijima (ja) (Ind.) |                                  | Kyōhei Suzuki (ja) (PDP)         |                                 |                                 |
|                                   | Yoshio Iyoku (ja) (PL)            |                                 | Hideko Mogami (ja) (Kaishintō)  | Renjirō Iijima (ja) (Ind.) | 1953                             | Kyōhei Suzuki (ja) (PDP)         |                                 |                                 |
| 1956                              | Yoshio Iyoku (ja) (PL)            |                                 | Hideko Mogami (ja) (Kaishintō)  | Budayū Kogure (ja) (PLD)   |                                  | Kendō Itō (ja) (PSJ)             |                                 |                                 |
|                                   | Yoichi Yamato (ja) (PSJ)          |                                 | Hideko Mogami (PLD)             | Budayū Kogure (ja) (PLD)   | 1959                             | Kendō Itō (ja) (PSJ)             |                                 |                                 |
| 1962                              | Yoichi Yamato (ja) (PSJ)          |                                 | Hideko Mogami (PLD)             | Budayū Kogure (ja) (PLD)   |                                  | Kendō Itō (ja) (PSJ)             |                                 |                                 |
| Eiichirō Kondō (ja) (PLD)         | Yoichi Yamato (ja) (PSJ)          | 1965                            |                                 | Budayū Kogure (ja) (PLD)   |                                  | Kendō Itō (ja) (PSJ)             |                                 |                                 |
| Eiichirō Kondō (ja) (PLD)         | Yoichi Yamato (ja) (PSJ)          | ,1967                           | Ichirō Sata (ja) (PLD)          |                            |                                  | Kendō Itō (ja) (PSJ)             |                                 |                                 |
| Eiichirō Kondō (ja) (PLD)         | Yoichi Yamato (ja) (PSJ)          | 1968                            | Ichirō Sata (ja) (PLD)          |                            | Shigesada Marumo (ja) (PLD)      |                                  |                                 |                                 |
| Shigemitsu Akanegakubo (ja) (PSJ) | Kunio Takahashi (ja) (PLD)        | 1971                            | Ichirō Sata (ja) (PLD)          |                            | Shigesada Marumo (ja) (PLD)      |                                  |                                 |                                 |
| Shigemitsu Akanegakubo (ja) (PSJ) | Kunio Takahashi (ja) (PLD)        | 1974                            |                                 | Toshio Kurihara (ja) (PSJ) | Susumu Mogami (ja) (PLD)         |                                  |                                 |                                 |
|                                   | Tomio Yamamoto (ja) (PLD)         |                                 | Shigemitsu Akanegakubo (PSJ)    | Toshio Kurihara (ja) (PSJ) | Susumu Mogami (ja) (PLD)         | 1977                             |                                 |                                 |
| 1980                              | Tomio Yamamoto (ja) (PLD)         |                                 | Shigemitsu Akanegakubo (PSJ)    | Hiroichi Fukuda (ja) (PLD) |                                  | Yuzuru Yamada (ja) (PSJ)         |                                 |                                 |
|                                   | Tomio Yamamoto (ja) (PLD)         | Susumu Mogami (PLD)             | 1983                            | Hiroichi Fukuda (ja) (PLD) |                                  | Yuzuru Yamada (ja) (PSJ)         |                                 |                                 |
| 1986                              | Tomio Yamamoto (ja) (PLD)         | Susumu Mogami (PLD)             | Hirofumi Nakasone (PLD)         |                            | Hiroichi Fukuda (PLD)            |                                  |                                 |                                 |
|                                   | Giichi Tsunoda (ja) (PSJ)         | Tomio Yamamoto (PLD)            | Hirofumi Nakasone (PLD)         | 1989                       | Hiroichi Fukuda (PLD)            |                                  |                                 |                                 |
| 1992                              | Giichi Tsunoda (ja) (PSJ)         | Tomio Yamamoto (PLD)            | Hirofumi Nakasone (PLD)         | Kōsei Ueno (ja) (PLD)      |                                  |                                  |                                 |                                 |
|                                   | Ichita Yamamoto (ja) (PLD)        |                                 | Hirofumi Nakasone (PLD)         | Kōsei Ueno (ja) (PLD)      | Giichi Tsunoda (PSJ)             | 1995                             |                                 |                                 |
| 1998                              | Ichita Yamamoto (ja) (PLD)        |                                 | Hirofumi Nakasone (PLD)         | Kōsei Ueno (ja) (PLD)      | Giichi Tsunoda (PSJ)             |                                  |                                 |                                 |
|                                   | Ichita Yamamoto (ja) (PLD)        | Giichi Tsunoda (PDJ)            | Hirofumi Nakasone (PLD)         | Kōsei Ueno (ja) (PLD)      | 2001                             |                                  |                                 |                                 |
| 2004                              | Ichita Yamamoto (ja) (PLD)        | Giichi Tsunoda (PDJ)            |                                 | Yukio Tomioka (ja) (PDJ)   | Hirofumi Nakasone (PLD)          |                                  |                                 |                                 |
| –                                 | –                                 | 2007                            |                                 | Yukio Tomioka (ja) (PDJ)   | Hirofumi Nakasone (PLD)          |                                  |                                 |                                 |
| –                                 | –                                 | 2010                            |                                 | Hirofumi Nakasone (PLD)    | –                                | –                                |                                 |                                 |
| –                                 | –                                 | 2013                            |                                 | Hirofumi Nakasone (PLD)    | –                                | –                                |                                 |                                 |
| –                                 | –                                 | 2016                            |                                 | Hirofumi Nakasone (PLD)    | –                                | –                                |                                 |                                 |
| –                                 | –                                 | Masato Shimizu (ja) (PLD)       | 2019                            | Hirofumi Nakasone (PLD)    | –                                | –                                |                                 |                                 |
| –                                 | –                                 | Masato Shimizu (ja) (PLD)       | 2022                            | Hirofumi Nakasone (PLD)    | –                                | –                                |                                 |                                 |
| –                                 | –                                 | Masato Shimizu (ja) (PLD)       | 2025                            | Hirofumi Nakasone (PLD)    | –                                | –                                |                                 |                                 |